# Gestion cybernétique
La gestion cybernétique est le domaine de la cybernétique qui s'intéresse à la gestion et à l'organisation. Stafford Beer fut le premier à introduire l'idée vers la fin des années 1950.

## La cybernétique et la complexité
Un degré important de complexité est inhérent aux systèmes dynamiques à cause de leur nature non-linéaire ; ainsi il est difficile de les observer et maîtriser. Cependant, la seule façon de surmonter cette complexité est d'abord de reconnaître son existence. La cybernétique est, selon Norbert Wiener, l'étude du règlement, de la maîtrise et des communications dans les formes de vie et les machines. Dans le contexte d'entreprises, une telle approche peut aider la direction à comprendre les situations difficiles et ainsi, à les bien résoudre.

## L'approche cybernétique à l'entreprise
Les traits suivants sont propres à la gestion cybernétique et leur application à un contexte commercial.
- La gestion cybernétique exige une étude de ce que certaines choses font et comment elles interagissent, non seulement ce qu'elles sont.
- Elle est un domaine qui peut nous aider à acquérir des connaissances supplémentaires dans des situations qui ne fournissent plus de connaissances concrètes.
- Elle aide à trouver la bonne approche à la complexité.
- Elle est la prise de conscience de votre responsabilité, grâce à laquelle on peut faire connaître aux autres leurs responsabilités.
- Elle ne cherche pas à effacer l'idée de complexité, mais démontre comment nous pouvons la mieux gérer.
- Elle nous donne l'opportunité de maintenir une compréhension à long terme.
- Elle est une approche qui se fait comprendre lorsque chacun l'applique à sa propre situation.
- Elle est une approche déjà pratiquée, qu'on en soit conscient ou non.

## La cybernétique des premier et second ordres
Heinz von Foerster, l'un des savants les plus remarquables dans ce domaine, cita deux formes de cybernétique. Dans le contexte commercial, ces formes se distinguent en ce qui concerne leur façon d'observer un système. La cybernétique du premier ordre considère que le système est tout indépendant de l'observateur : le système observé. La cybernétique du second ordre fait référence aux systèmes qui s'observent eux-mêmes : le système observant
Il importe de noter qu'aucune approche n'est meilleure que l'autre, elles sont simplement différentes.

## La gestion cybernétique en pratique
De nombreux chefs ne se rendent pas compte qu'en fait ils utilisent des méthodes cybernétiques dans l'activité commerciale au quotidien. L'idée de boucles de régulation et de rétroaction est bien connue, mais beaucoup ne sont pas conscients qu'elles proviennent d'un point de vue cybernétique.
Stafford Beer est reconnu comme le père de la gestion cybernétique, se concentrant sur l'application des lois naturelle de la cybernétique dans les organisations, les entreprises et les instituts. L'un des aspects les plus singuliers de son œuvre est qu'il n'essayait aucunement de simplifier la réalité. La Loi de la variété requise, par William Ross Ashby renforce le fait que, pour traiter des situations complexes, il faut le même degré de complexité. L'influence de cette théorie est manifeste dans l'œuvre de Beer. En envisageant la réalité « d'un niveau assez haut pour permettre à tous les facteurs qui fonctionnent dans un système complexe d'être séparés et présentés dans une forme reconnaissable et compréhensible aux curieux » (Institut Cwarel Isaf, 2002), ses modèles englobent automatiquement la bonne approche à la question de complexité.
Une autre caractéristique de l'œuvre de Stafford Beer est qu'il s'efforce de faire en sorte que tout procédé dans un système soit clos, les considérant circulaires, c'est-à-dire recourants. De ce point de vue, les procédés sont des entités individuelles et continues parce que quand ils se terminent, ils sont ramenés au commencement. Pour les gérants, cette approche rend les procédés plus visibles et plus définis, qui entraîne un traitement plus efficace. 
Bien que les modèles de Beer ne soient pas nombreux, ils fournissent aux chefs un aperçu intéressant sur les moyens d'aborder la complexité. À la suite, leurs organisations (et eux-mêmes) pourraient devenir plus capables de réagir d'une façon efficace et approprié face à la complexité. En conséquence, l'entreprise est plus stable, durable et flexible. Les modèles les plus influents de Beer comprennent Syntegrity et son modèle de système viable.